# ムスチスラヴリ
ムスチスラヴリ（ロシア語: Мстиславль）はキエフ・ルーシ期に北東ルーシ（ウラジーミル大公国領）に存在した都市である。
ムスチスラヴリは、現ユーリエフ・ポリスキーから11km北、グザ川(ru)右岸に位置した都市であった。地誌的文献史料である『ロシア遠近の都市の一覧』にも言及されている。
一説では、11世紀末にキエフ大公ウラジーミル・モノマフの子のムスチスラフによって建設され、1094 - 1095年にはロストフの統治下（この期間ムスチスラフはロストフ公）にあったといわれる。ただしウラジーミル・モノマフが自ら建設し、息子の名をつけた可能性もある。1212年から1216年にかけての北東ルーシ内戦(ru)の際には、1216年にムスチスラヴリの間近で、内戦最大級の会戦の1つとなった、リピツクの戦い(ru)が行われた。
ムスチスラヴリは現存しないが、最深5mの堀に囲まれた、11 - 13世紀の楕円形の都市遺構が残されている。